# Le Grand Bivouac
Le Grand Bivouac est un festival du film-documentaire et du livre qui a lieu chaque année en octobre, depuis 2002, à Albertville (Savoie).
Le Grand Bivouac, créé par Guy Chaumereuil, veut privilégier pour son public l'approche la plus immédiate et concrète possible de l'actualité du monde. 
Le public est de 35 000 entrées en moyenne par édition).

## Historique
Les thèmes des éditions du festival :
- 2023 : Prendre le monde à témoin(s)
- 2022 : Nos identités remarquables
- 2021: Notre part d'humanité
- 2020 : Prendre le Monde à Témoins(s)
- 2019 : Les mille et un voyages du Vivant
- 2018 : Quel beau chambardement !
- 2017 : Nos nouvelles odyssées
- 2016 : Vivre !
- 2015 : Les Beaux Matins du Monde
- 2014 : In Extremis
- 2013 : Reprendre la Route !
- 2012 : Voyage vers les hauteurs
- 2011 : Mondes turbulents, voyageurs magnifiques
- 2010 : Sur les Routes du Monde
- 2009 : Peuples des bouts du monde
- 2008 : Hommage aux peuples des fleuves et des grands lacs
- 2007 : Un Grand Bivouac plein Nord
- 2006 : L'Himalaya
- 2005 : une 4e édition sous le soleil de l'Afrique!
- 2004 : Peuples des jungles et des montagnes
- 2003 : Sur les routes de l'Asie Centrale
- 2002 : Grand Bivouac, première !